# Вортингтон (Охајо)
Вортингтон (енгл. Worthington) град је у америчкој савезној држави Охајо.

## Демографија
По попису из 2010. године број становника је 13.575, што је 550 (-3,9%) становника мање него 2000. године.
| Група             | 2000.          | 2010.          |
| Белци             | 13.172 (93,3%) | 12.470 (91,9%) |
| Афроамериканци    | 241 (1,7%)     | 300 (2,2%)     |
| Азијати           | 391 (2,8%)     | 307 (2,3%)     |
| Хиспаноамериканци | 138 (1,0%)     | 231 (1,7%)     |
| Укупно            | 14.125         | 13.575         |